# Mészáros Alajos (színművész)

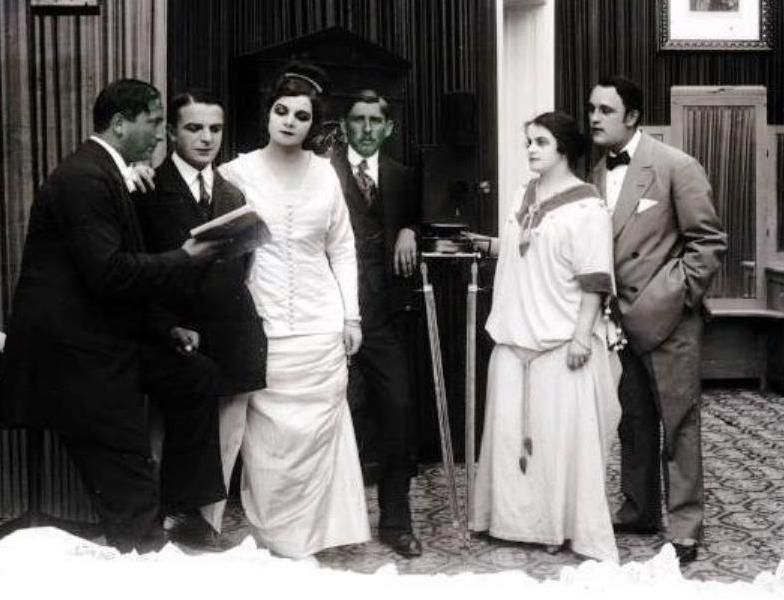
A Leányfurfang forgatásán. Balról: Kertész Mihály, Mészáros Alajos, Berky Lili, Bécsi József operatőr, Berky Kató és Ihász Aladár

Mészáros Alajos, Mészáros Alajos Kázmér (Budapest, 1877. június 14. – Budapest, Józsefváros, 1920. október 17.) magyar színész.

## Élete
Mészáros Dániel adóbiztos és Ruscher Berta fiaként született, 1877. június 21-én keresztelték a Kálvin téri református templomban. Rákosi Szidi színiiskolájában tanult, majd 1899-ben Relle Iván szerződtette Pozsonyba. 1900-tól 1903-ig Miskolcon működött, majd Janovics Jenő hívására 1903–tól 1908-ig a kolozsvári Nemzeti Színház tagja lett. Itt nősült meg, felesége Berky Kató volt. 1908. január 1-jén Somló Sándor hívta meg a budapesti Nemzeti Színházhoz, ahol haláláig játszott. Tisztázatlan körülmények között halt meg, a háza lépcsőházában találtak rá vérbe fagyva, orvosszakértők szerint külső erőszak okozta halálát. Síremlékét a Kerepesi úti temetőben Incze Sándor szerkesztő emelte, 1928. november 1-jén leplezték le.

## Főbb szerepei
- Oberon (Shakespeare: Szentivánéji álom)
- Fábián (Shakespeare: Vízkereszt, vagy amit akartok)
- Tanítvány (Goethe: Faust)
- Molvik (Ibsen: A vadkacsa)

## Filmszerepei
- Márta (1913) – Antal a borbélysegéd
- A dollárkirály leánya (1913)
- A tolonc (1914) – egy úr a hintóban[3][4]
- A kölcsönkért csecsemők (1914) – Dezső
- A becsapott újságíró (1914) – Báró Káró Félix
- A szökött katona (1915) – Korpándi Lajos szabó
- A börzekirály (1915) – Mérey báró
- A kormányzó (1915)
- Leányfurfang (1915) – Tivadar
- Az alvajáró (1916)
- Tutyu és Totyó (1915) – Dalffy, alanyi költő
- Jó éjt, Muki! (1915) – Menyhért, a gyáros fia
- Liliomfi (1915) – Gyula / Liliomfi
- Vergődő szívek (1916) – Bánky Endre, mérnök
- A dolovai nábob leánya (1916) – Bilitzky kadét[5]
- A hadtestparancsnok (1916)
- A nagymama (1916) – Ernő[6]
- A szobalány (1916) – az ügyvéd
- Mágnás Miska (1916) – Miska/Tasziló gróf
- A csikós (1917) – Asztolf gróf
- A tanítónő (1917) – a tanító
- A gólyakalifa (1917)
- A riporterkirály (1917)
- A piros bugyelláris (1917)
- A Gyurkovics lányok (1917) – Radványi Gida báró
- Károly bakák (1918) – Horváth Feri
- Matyólakodalom (1920) – Jankó, Thuza Erzsi félnótás fia
- Szép Ilonka (1920) – bolond